# Manière noire

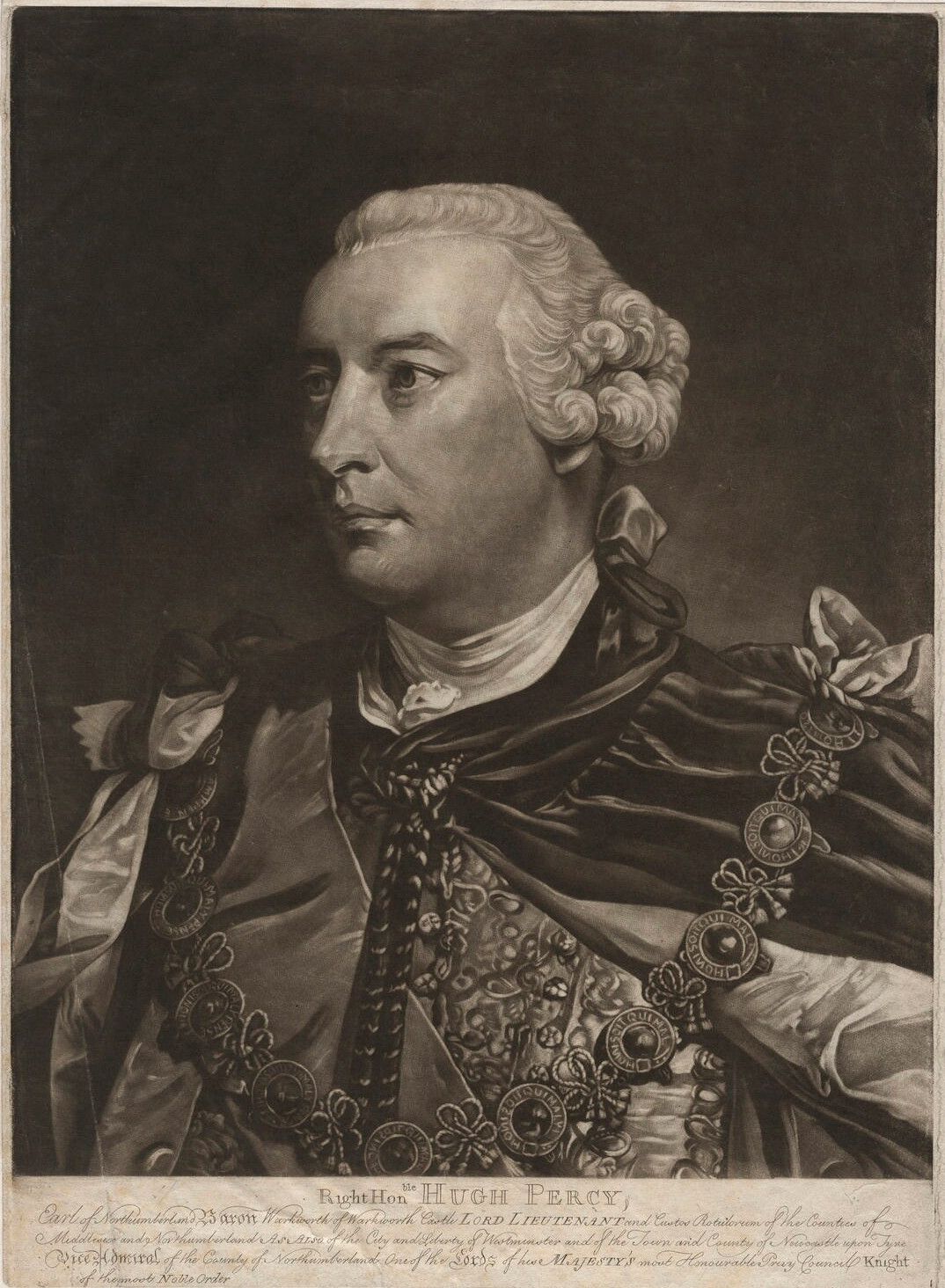
Portrait du 1er duc de Northumberland par Edward Fisher, d'après Reynolds.

La manière noire (gravure noire, mezzotinte, ou mezzo-tinto) est un procédé de gravure en taille-douce qui permet d'obtenir des valeurs ou niveaux de gris, sans recourir aux hachures ou aux pointillés pour la première fois dans l'histoire de la gravure. Cette technique autorise une grande variété de teintes, d'où le nom de « mezzotinte » ou « mezzoteinte » qu'on lui donne parfois, et donnent l'impression au spectateur que les formes « paraissent sortir de l'ombre. C'est cet esprit autant que le procédé qui permet de distinguer une manière noire d'une simple manière blanche ».

## Histoire
Le graveur Marcantonio Raimondi, à la Renaissance, avait utilisé un procédé mixte, associant la gravure au burin et des gris obtenus en dépolissant la plaque de cuivre à la pierre ponce, pour ensuite repolir au brunissoir les parties devant apparaître en clair sur l'épreuve (fig. 1). Ce procédé particulier à un graveur exceptionnel semble s'être ensuite perdu. Certains graveurs ont rendu les demi-teintes par le pointillé, consistant à semer laborieusement de petites entailles dans le cuivre.
En 1642, un graveur amateur allemand, Ludwig von Siegen, inventa, pense-t-on, la manière noire. Il se peut que l'idée ait surgi à la suite de grattage d'eaux-fortes trop intenses. Von Siegen gravera, en 1642, le premier portrait en manière noire (fig. 2). Le prince Rupert du Rhin, artiste amateur (fig. 3), développa la technique en inventant le berceau, et son assistant, Wallerant Vaillant (fig. 4), l'adaptera à un usage commercial à Amsterdam, dans les années 1660.
Le procédé est particulièrement en vogue dans le dernier tiers du XVIIe siècle, et au XVIIIe siècle, en particulier en Angleterre où l'on parle de l'art des deux Smith — John Smith et John Raphael Smith (fig. 5) — de Elisha Kirkall, et de Jacob Christoph Le Blon, lequel invente un procédé en couleurs dans lequel on utilise trois ou quatre cuivres encrés en différentes couleurs et imprimés sur un même papier (fig. 9).
Elle est appréciée pour la transposition et la diffusion des portraits peints, comme ceux d'Antoine van Dyck. Ses noirs veloutés et ses gris profonds sont à même de restituer le coloris subtil de ses tableaux et de traduire la fine observation que celui-ci accorde aux textures ainsi qu’aux jeux de la lumière sur les surfaces.
En dépit de la grande variété qu’elle offre, les limites de cette technique la font rapidement passer de mode. Tout au long du XVIIIe siècle, les variantes de l'eau-forte, comme la gravure au lavis, puis l'aquatinte, se substituent progressivement à la manière noire. Au cours de la seconde moitié du XXe siècle, des graveurs comme Mario Avati la remettent à l'honneur.

Les précurseurs, inventeurs et premiers graveurs en manière noire
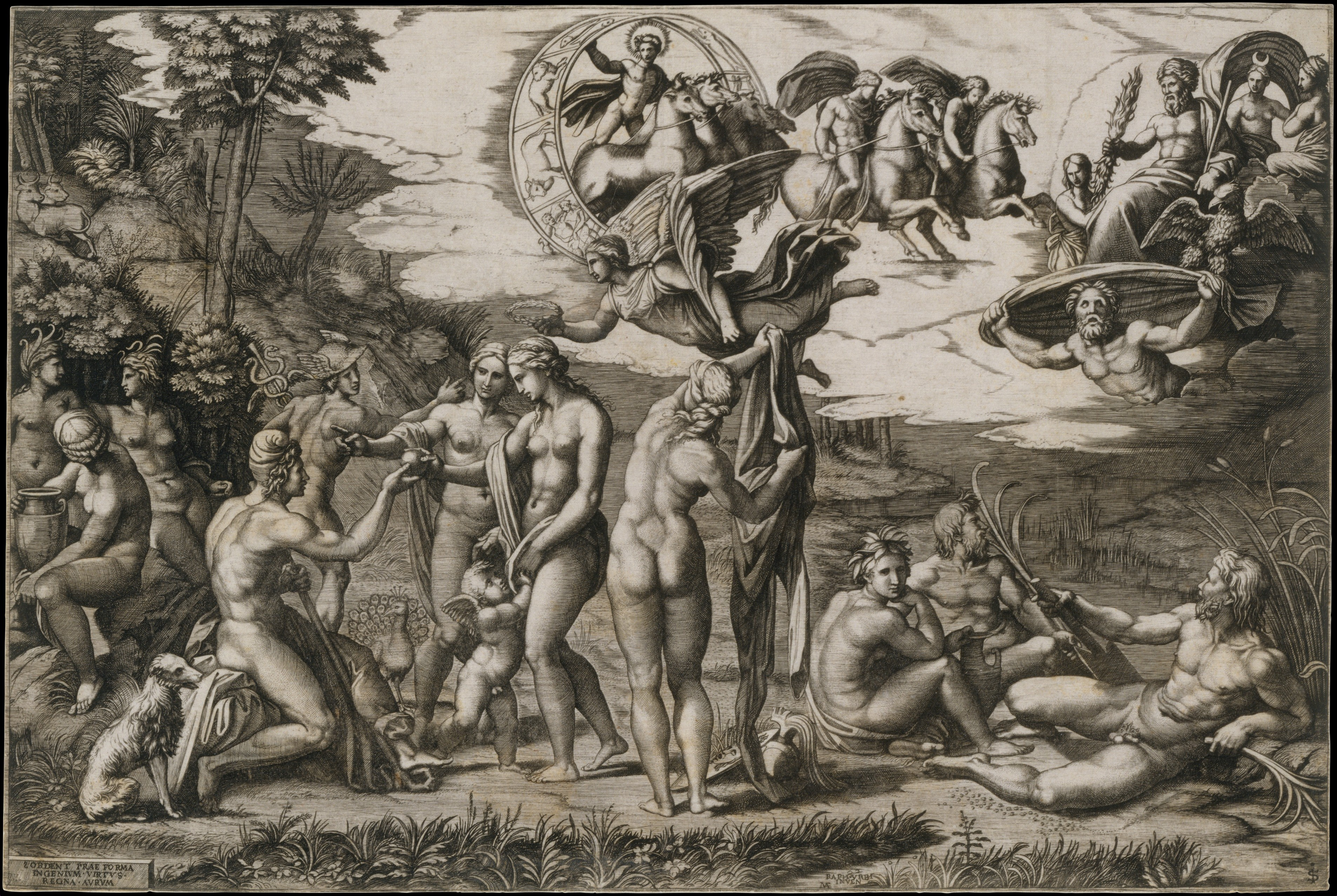
1. Marcantonio Raimondi d'après Raphaël, « Le jugement de Pâris », 1510-1520.
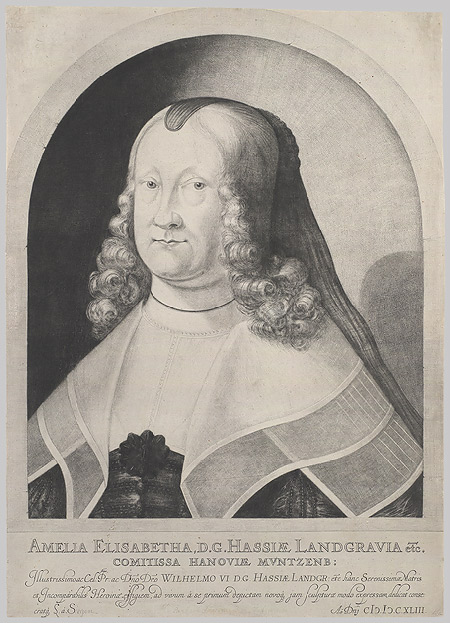
2. Ludwig von Siegen, Portrait de la princesse Amélie-Élisabeth de Hesse, 1642.
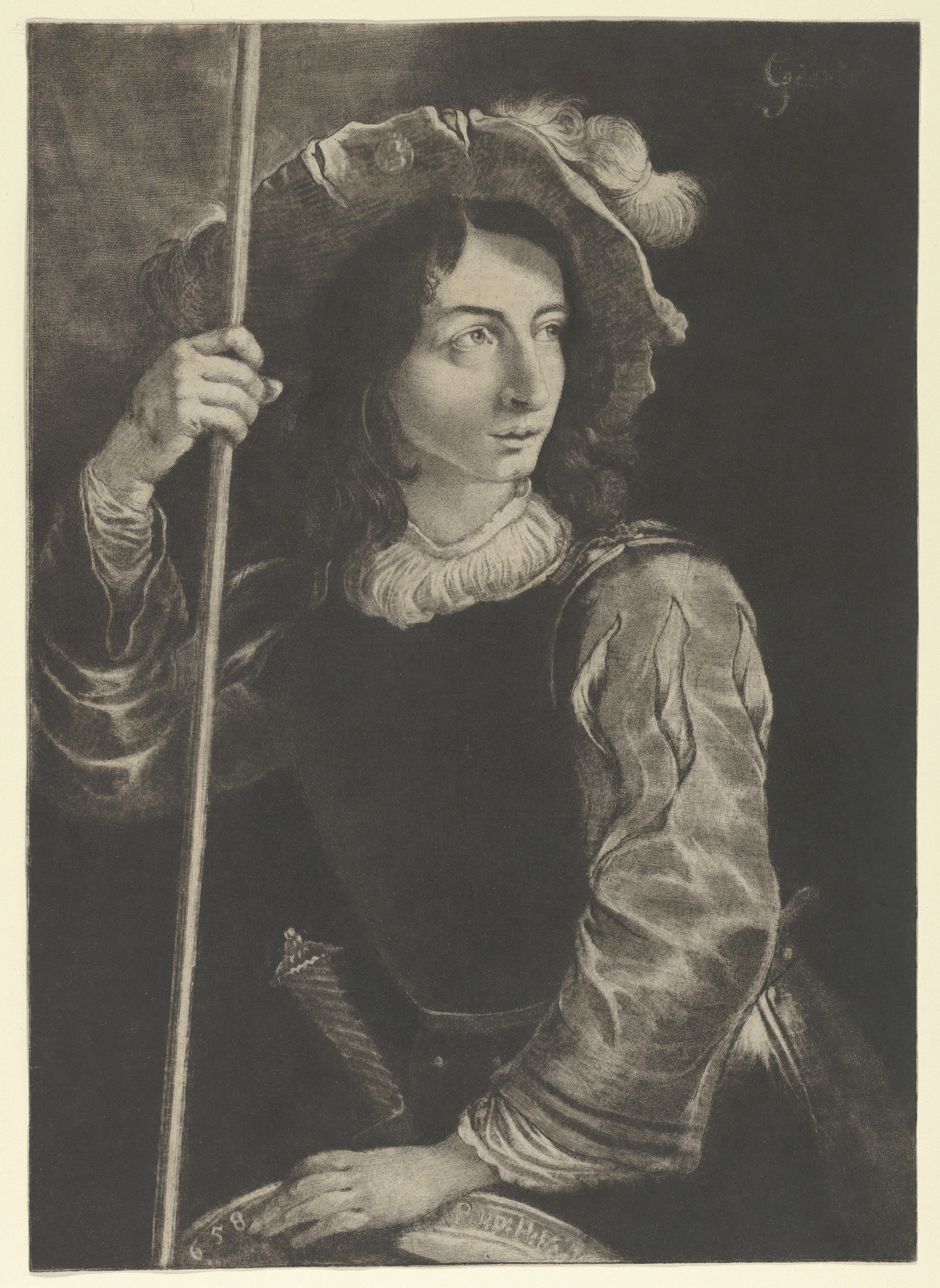
3. Rupert du Rhin, The Great Lansquenet or Standard Bearer, 1658.
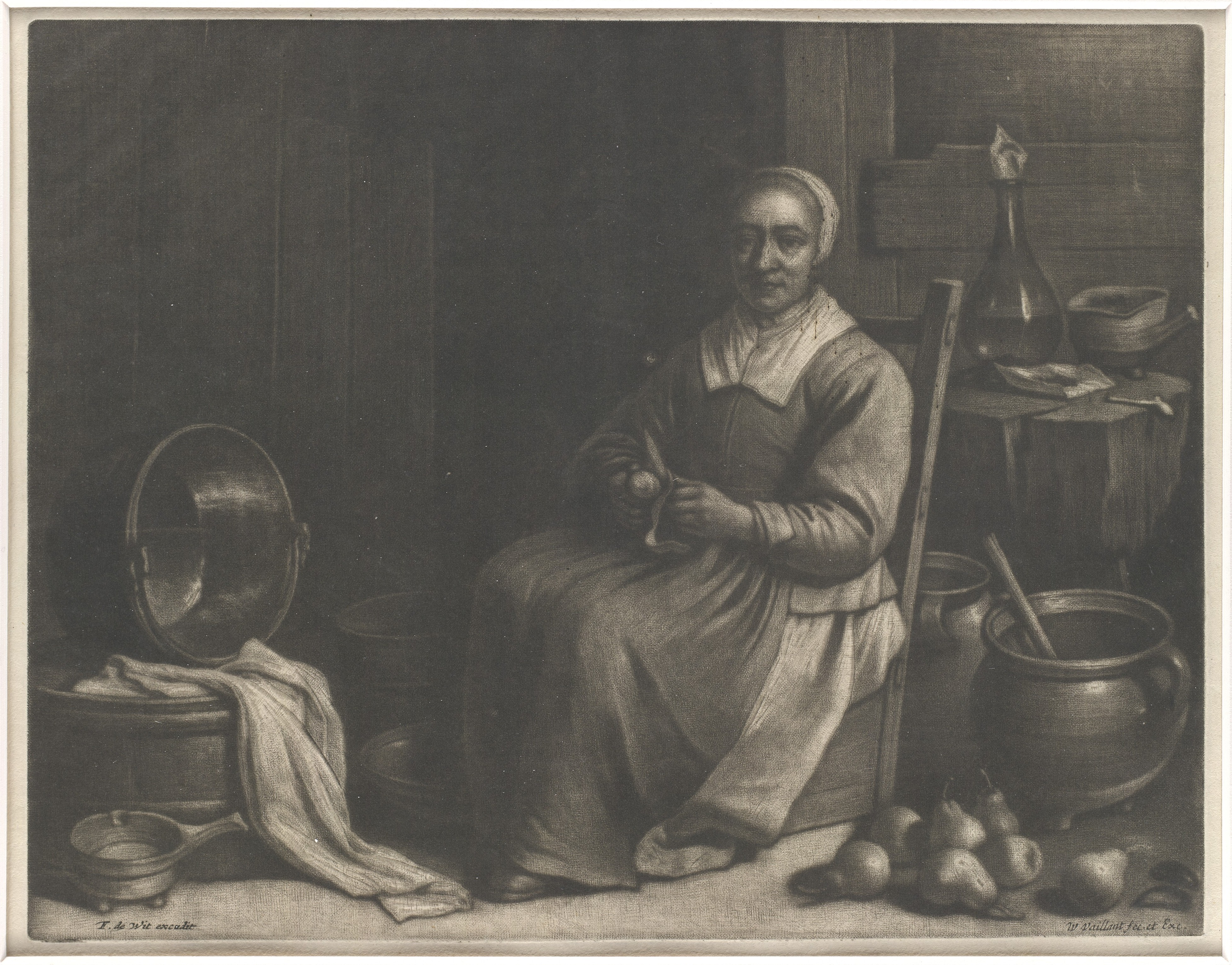
4. Wallerant Vaillant, A Woman Peeling Pears, vers 1650.
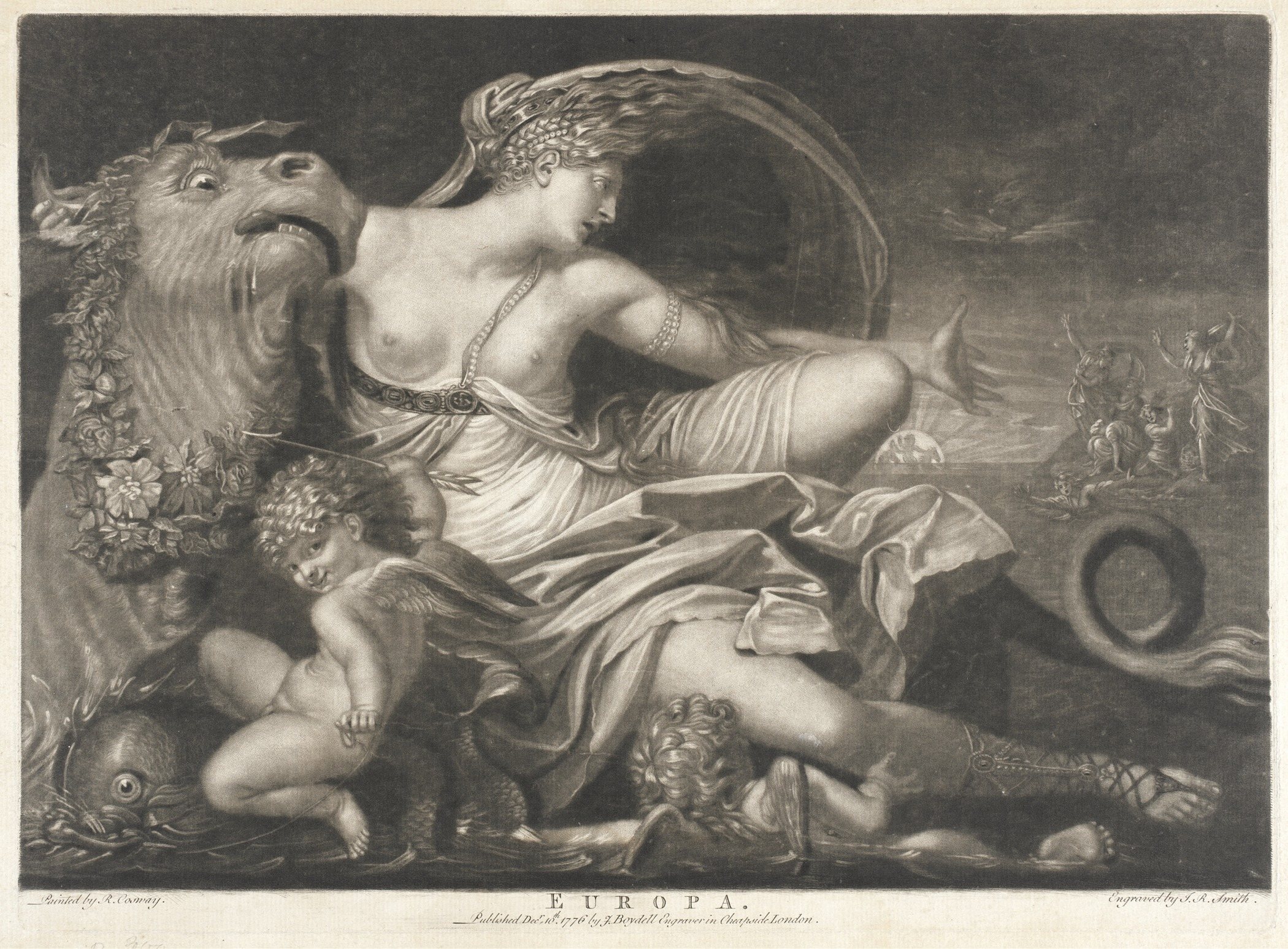
5. John Raphael Smith, Europa, 1776, Musée d'art du comté de Los Angeles.
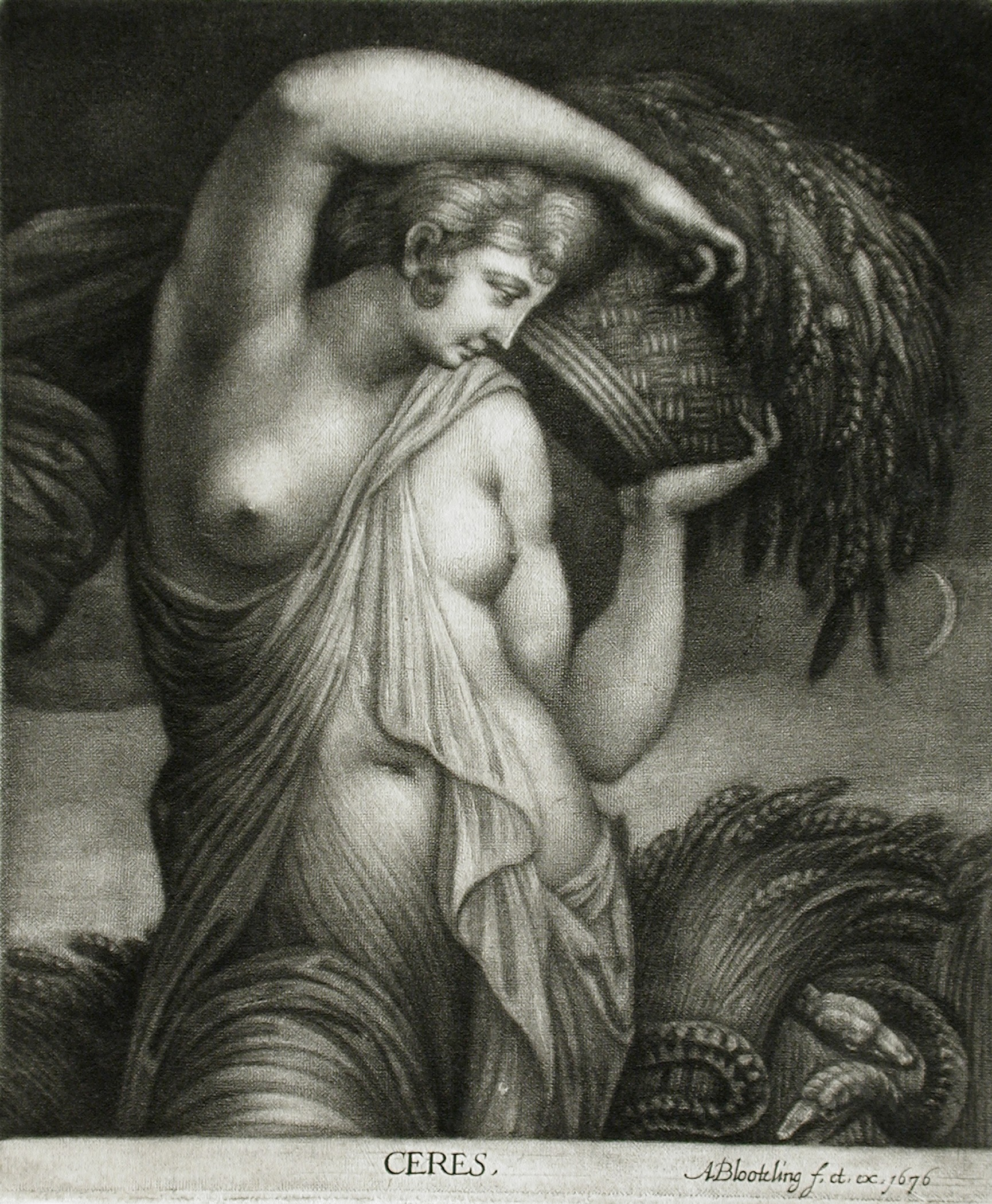
6. Abraham Bloteling, Cérès, 1676.

### Le procédé

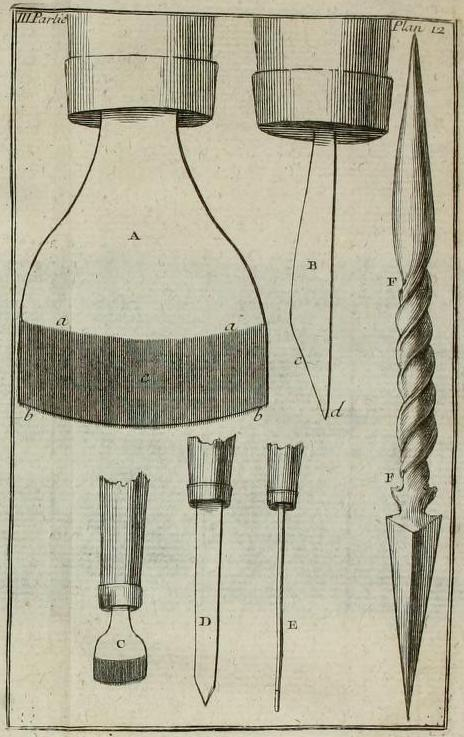
Planche XII tirée de :
« A. Berceau qui sert à préparer les planches. B. Profil du berceau. a. Lignes gravées sur l’outil pour y former les petites dents b. c. Biseau sur lequel sont gravés les traits. d. Petit biseau qui se forme en aiguisant l’outil sur la pierre. C. Petit berceau à remettre du grain. D. Racloir pour graver. E. Profil du racloir. F. Outil servant de grattoir par un bout, & de brunissoir par l’autre. »

Le premier travail consiste à grainer la plaque uniformément de petits trous, à l’aide d’un outil appelé berceau (Planche ci-contre : A et B), un demi-cylindre hérissé de pointes fixé sur un manche. L'outil découvert par von Siegen fut confié à l'anglais John Evelyn qui l'évoquait en 1662 dans son ouvrage intitulé Sculptura. Il fut ensuite perfectionné par Abraham Bloteling.
Selon Jacob Christoph Le Blon et Antoine Gautier de Montdorge, l'affûtage est fastidieux : « L'outil sera repassé sur le revers de son biseau ; et l'on aura grand soin, en l'aiguisant, de conserver toujours le même périmètre ; ce périmètre doit être tiré du centre d'un diamètre de six pouces ; trop de rondeur caverait le cuivre, et moins de rondeur ne mordrait pas assez ».
Un mouvement de balancement du manche, d'abord d'avant en arrière puis de gauche à droite entame le métal de façon régulière et uniforme « On doit veiller à ne pas aller jusqu'aux pointes de l'instrument — qui doivent d'ailleurs être arrondies —, afin de ne pas blesser le métal et ne laisser que des marques égales ». Le grain doit être régulier pour retenir l'encre lors de l'impression et permettra ainsi d'obtenir un aplat profond.
On parle d'un tour lorsqu'on a effectué un premier passage dans les trois directions principales (de haut en bas, de gauche à droite et en diagonale) sur la surface de la plaque. Les graveurs des XVII et XVIIIe siècles préconisaient vingt tours afin que la plaque soit correctement grainée. Le grainage peut aussi être obtenu par une roulette (fig. 7a), ce qui permet de gagner du temps, mais donne un rendu plus médiocre.
Le graveur va aplanir les régions de la plaque qui doivent moins retenir l'encre à l'aide d'un grattoir ou d'un brunissoir (Planche ci-contre : F).

« L'instrument dont on se sert pour ratisser la grainure se nomme grattoir… Ce grattoir porte ordinairement un brunissoir sur la même tige ; le brunissoir sert à lisser les parties que le grattoir a ratissées… Il s'agit en travaillant, de conserver la grainure dans son ton vif sur les parties du cuivre qui doivent imprimer les ombres ; d'émousser les pointes de la grainure sur les parties du cuivre qui doivent imprimer les demi-teintes, et de ratisser les parties du cuivre qui doivent épargner le papier, pour qu'il puisse fournir les luisants. »

— Jacob Christoph Le Blon.
On obtient ainsi une estampe qui comporte des tonalités de gris.
La technique et l'outillage a, depuis l'époque de cette citation, bien évolué. Le berceau d'abord n'a plus un rainurage rayonnant mais parallèle, et son affutage est simplifié par l'emploi de divers instruments.

## Processus technique actuel
Long et délicat, le processus technique mis en œuvre pour l'obtention d'une manière noire monochrome comprend plusieurs étapes bien différenciées :

### Le biseautage
Les biseaux de la plaque de cuivre ordinairement non polie peuvent être réalisés à l'aide de différents outils appelés biseauteurs (fig. 6) ou simplement ébauchés à la lime, puis terminés soit à la toile émeri, soit au grattoir (fig. 7e) et au brunissoir (fig. 7d) pour émousser les bords coupants de la plaque. Les autres métaux que le cuivre ne conviennent guère à la manière noire.

### Le grainage
Il est habituellement réalisé au berceau (fig. 7f), outil pourvu d'un tranchant semi-circulaire plus ou moins finement dentelé qui laisse sur le cuivre une ligne pointillée, beaucoup plus rarement à la roulette (fig. 7a) moins efficace, ou à la machine à bercer, peu répandue. L'opération consiste à couvrir le cuivre de minuscules cavités aux côtés desquelles se forment des picots qui ont la propriété de retenir l'encre. Il existe des berceaux de diverses tailles et de différentes finesses. Le berceau peut être tenu à la main à peu près verticalement ou fixé à l'extrémité d'une canne anglaise (fig. 8), appareil destiné à faciliter le grainage. La position du berceau par rapport au cuivre, ou, plus précisément, l'angle d'attaque des dents sur la plaque est susceptible de modifier le grainage et l'avancement du berceau sur le cuivre. Il varie sensiblement d'un graveur à l'autre. Certains sont partisans d'un angle aigu, d'autres d'un angle obtus, d'autres encore d'un angle droit. Chaque graveur à sa méthode de grainage qui, pour obtenir un noir profond, doit inclure au moins une trentaine de passages dans toutes les directions. Les graveurs utilisent souvent un schéma où les angles sont indiqués, ou, comme dans la figure 3, un plateau circulaire tournant. Il faut en effet changer régulièrement la position de la plaque de cuivre, par exemple d'ajouter 10° d'angle à chaque tour, pour obtenir un grainage satisfaisant. Lorsque le cuivre est mat, le graveur « lit » le cuivre à l'aide d'une loupe ou d'un compte-fils pour vérifier que ne subsiste aucune surface brillante, signe que la plaque a été suffisamment bercée. Il faut compter au moins dix heures de temps pour bercer une plaque de 20 × 30 cm.

### Le dessin
L'esquisse ou le report du dessin se fait ordinairement au crayon directement sur le cuivre grainé ou à l'aide d'un papier carbone pour reporter, le cas échéant, un dessin préparatoire.

### La gravure
Le travail de gravure est réalisé habituellement au grattoir pour araser ou ratisser le grain, puis au brunissoir pour aplanir la surface de façon à obtenir les gris clairs ou les blancs sur les zones importantes, voire directement au brunissoir ou à la pierre d'agate. Plus le grain est ratissé ou aplani, plus la valeur obtenue sera claire lors de l'impression. L'avancement du travail est contrôlé par le graveur à l'aide d'un écran lumineux généralement constitué d'un calque tendu devant une lampe. En faisant varier l'angle de la plaque de cuivre posée sur un coussin de gravure par rapport à l'écran, la gravure se révèle dans ses moindres détails. Certains graveurs enduisent la plaque de charbon de bois pour contrôler l'état de la gravure. Le graveur peut s'aider en outre d'une loupe binoculaire pour exécuter les détails.

### Le tirage
Il permet au graveur de contrôler le rendu de son travail. Ce sont d'abord les tirages d'essai traditionnellement marqués E. E. (épreuve d'état) au crayon en bas à gauche de la cuvette laissée dans le papier lors de l'impression. Le papier utilisé doit être mouillé ou humidifié au vaporisateur avant emploi. Il est habituellement épais (environ 300 g/m2) et doux, peu ou pas encollé, dit « amoureux » de l'encre, capable de rendre tous les détails. Pour un tirage en noir, différents types d'encre peuvent être employés. L'encrage de la plaque est délicat. Le cuivre est souvent chauffé pour fluidifier une encre trop épaisse et éviter d'ajouter de l'huile qui peut, à la longue, être à l'origine de taches sur l'estampe. La plaque encrée uniformément est essuyée à la tarlatane, puis soit paumée à l'aide du blanc de Meudon, soit essuyée au papier de soie pour enlever le léger film d'encre qui recouvre les zones claires ou blanches. Le biseau de la plaque est ensuite essuyé au chiffon. Le cuivre posé sur le plateau de la presse à taille-douce réglée de façon à obtenir une forte pression. Le papier humide est posé sur le cuivre, puis recouvert par deux ou trois langes.

### Les rectifications
Le travail du cuivre est repris pour éliminer les défauts repérés sur l'épreuve de contrôle. Les rectifications sont suivies d'un nouveau tirage de contrôle. Quand celui-ci est satisfaisant pour le graveur, l'épreuve devient le « bon à tirer », c'est-à-dire le tirage de référence pour l'imprimeur qui fera éventuellement les tirages commerciaux.

### L'aciérage
Cette opération facultative qui a pour but de rendre le cuivre dur comme l'acier, devient nécessaire si l'on souhaite tirer plus d'une trentaine d'estampes. Elle consiste à recouvrir par électrolyse le cuivre d'une très fine couche de fer. Les impressions successives sous forte pression ont en effet tendance à écraser le grain du cuivre et donc à détériorer la gamme de valeurs de la manière noire.

Outils utilisés aujourd'hui en manière noire
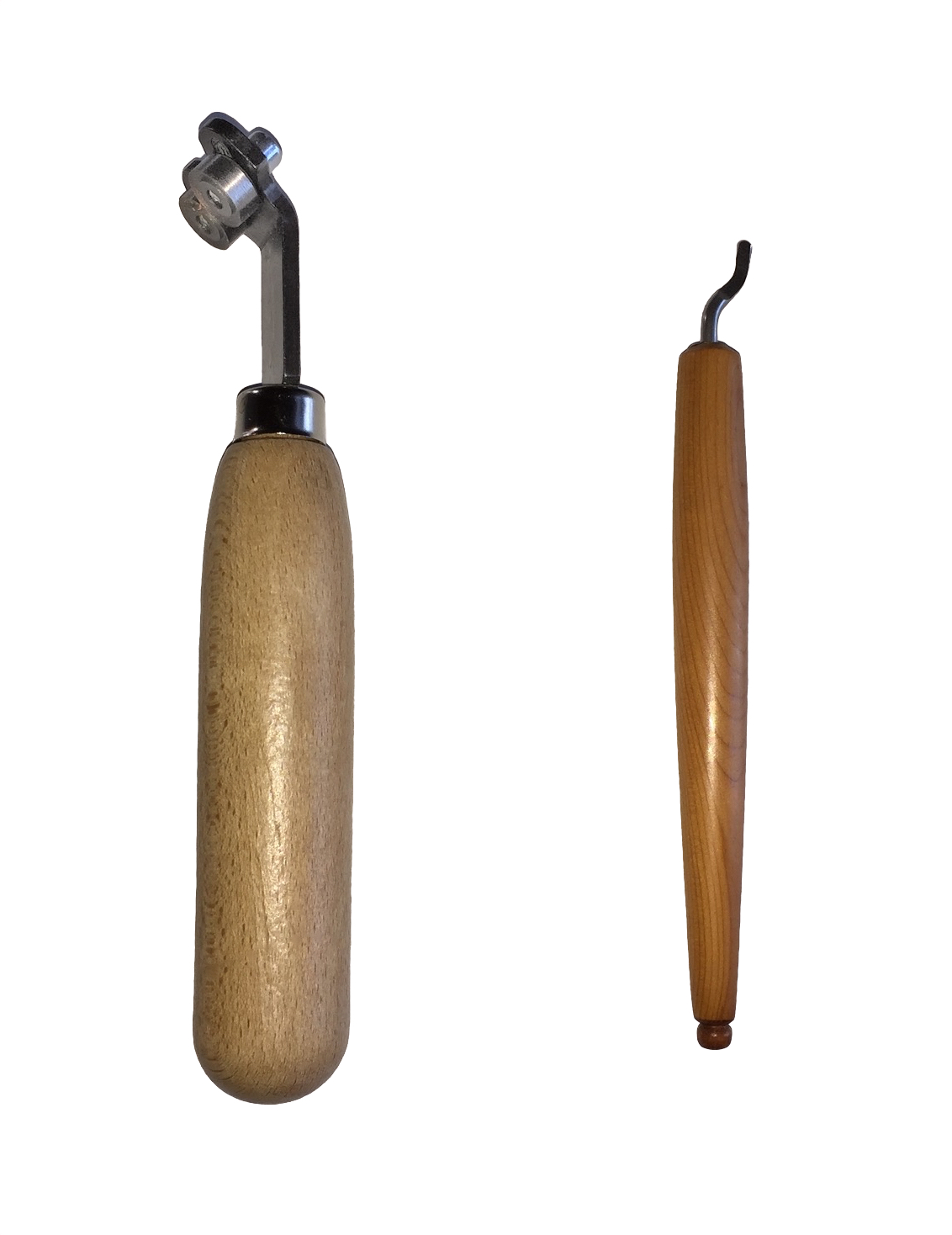
6. Deux types de biseauteurs.
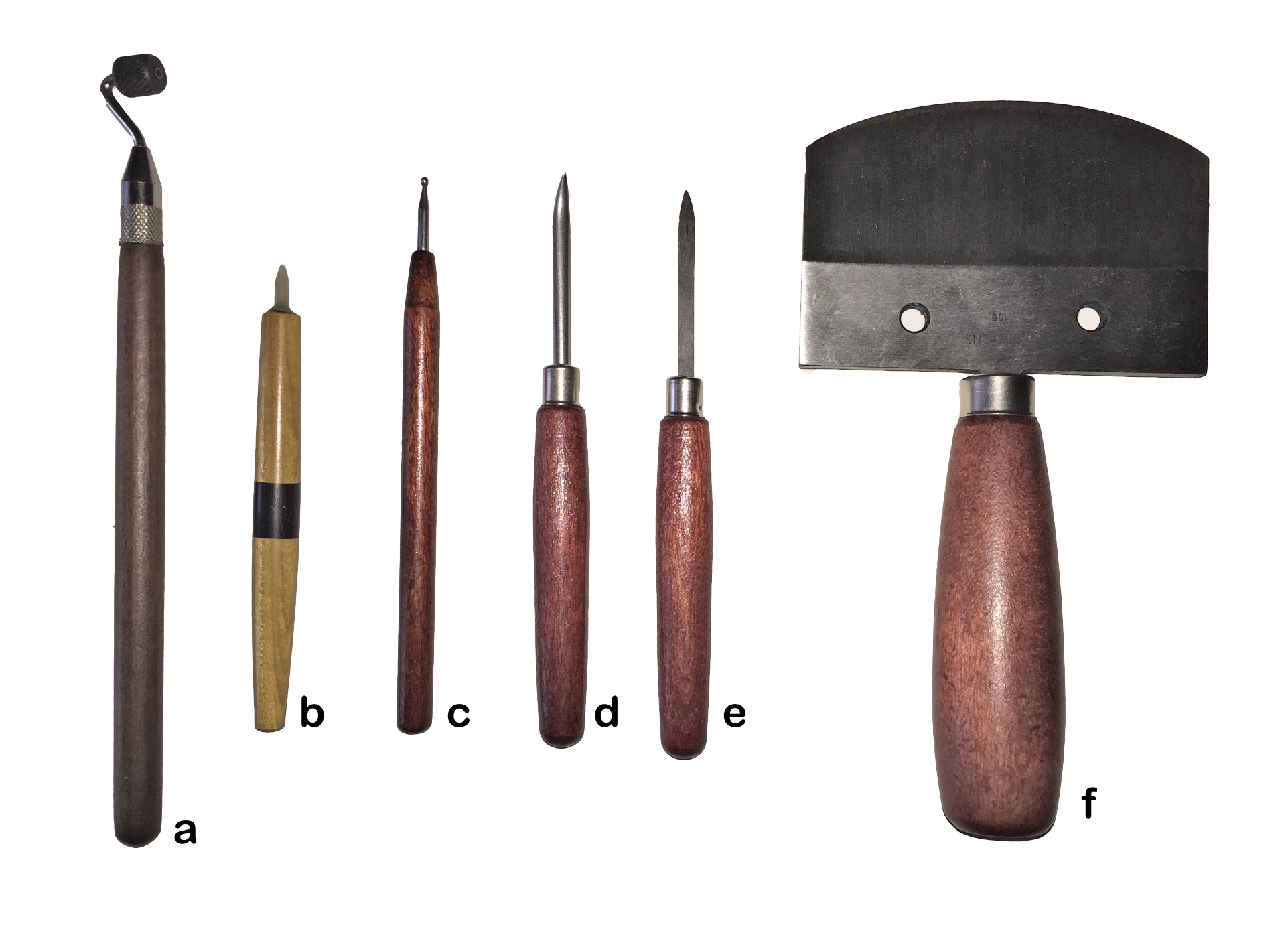
7. Outils de gravure : a. roulette ; b. agate ; c. brunissoir boule ; d. brunissoir ; e. grattoir ; f. berceau.
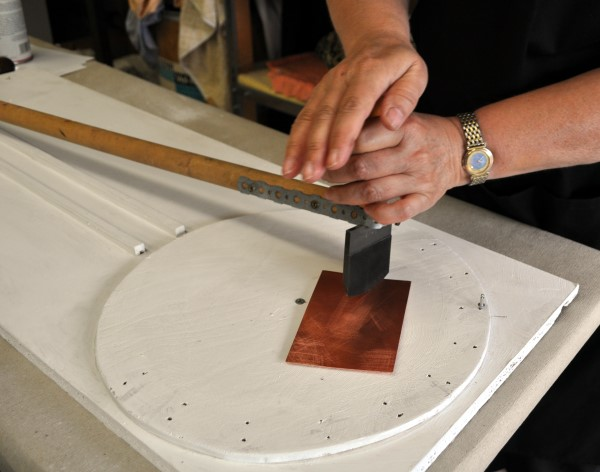
8. Berçage à la canne anglaise.

## Manière noire en couleurs
Il existe plusieurs procédés pour obtenir une manière noire en couleurs dont le plus simple consiste à colorier manuellement à l'aquarelle un tirage en noir (fig. 9 et 10).
La trichromie, qui est à l'origine de l'industrie moderne de l'illustration en couleur, fut inventée par Jacob Christoph Le Blon vers 1712. Elle consiste à utiliser une plaque par couleur. En principe, trois couleurs suffisent, un rouge, un jaune, un bleu ; cependant, Le Blon employa cinq plaques différentes pour imprimer en 1739 le Portrait de Louis XV (fig. 11).
Le procédé est repris par le français Jacques Fabien Gautier d'Agoty qui publie en 1746 sa Myologie complette en couleur et grandeur naturelle (fig. 12).
Malgré l'intérêt suscité, le procédé trop complexe ne connaitra pas le succès commercial escompté. De nos jours, quelques rares graveurs ont repris le procédé. Parmi eux citons le graveur français Laurent Schkolnyk installé à Nantes qui réalise des manières noires en trichromie, c'est-à-dire avec les trois couleurs primaires.
Un troisième procédé employé par exemple par William Ward, frère du peintre James Ward, est l'impression en couleurs sur une seule plaque encrée à la poupée en différentes couleurs (fig. 13 et 14). Pour sa reproduction de La Mort d'Œdipe d'après Füssli, il a utilisé le noir, le brun, le rouge, le bleu, le jaune et le vert. Cette méthode a largement été utilisée en Grande-Bretagne aux XVIIIe et XIXe siècles.
Aujourd'hui, la plupart des graveurs de manière noire en couleurs utilisent un procédé mixte avec encrage à la poupée sur une ou deux plaques de cuivre.

Manières noires en couleurs
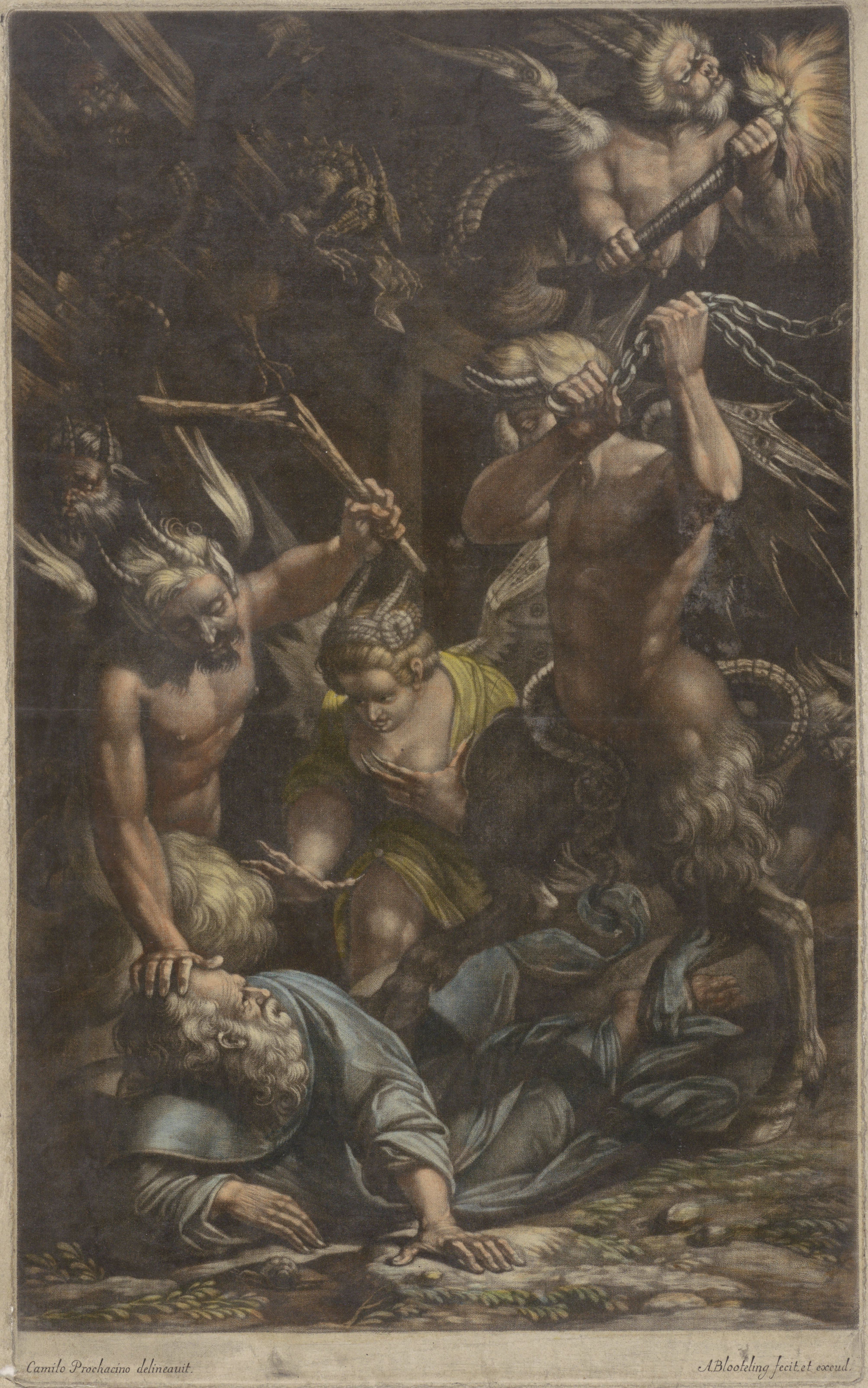
9. Abraham Bloteling d'après Camillo Procaccini, Tentation de saint Antoine, 1665-1690.
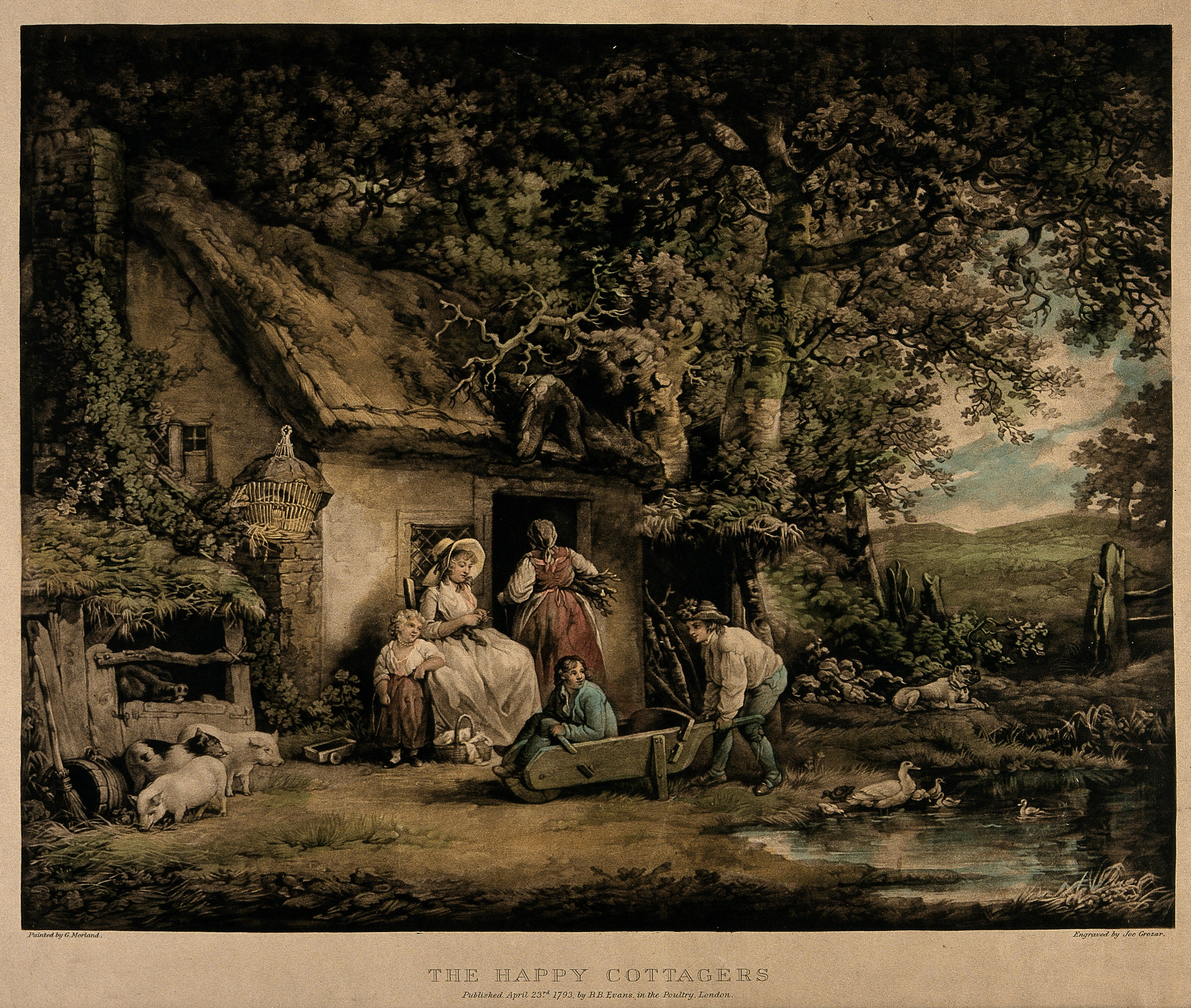
10. Joe Grozar d'après George Morland, The happy cottagers, 1793.
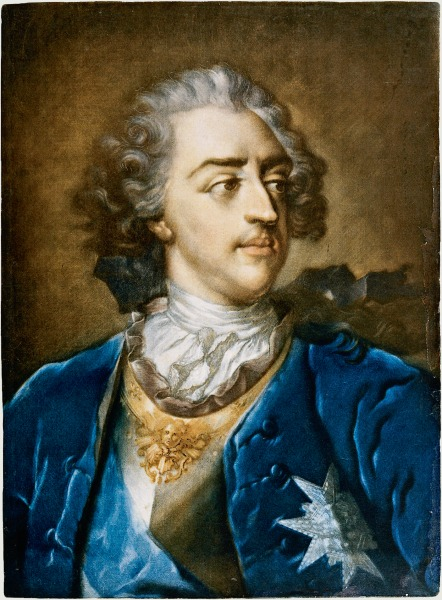
11. Jacob Christoph Le Blon, Louis XV, 1739.
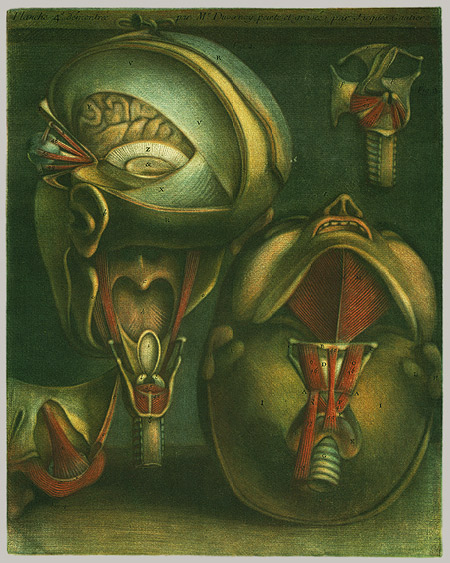
12. Jacques Gautier d'Agoty, Planche anatomique, 1746.
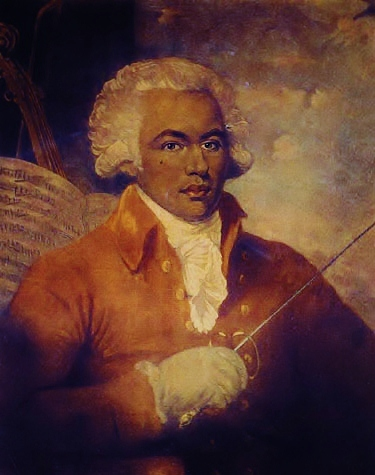
13. William Ward d'après Mather Brown, Portrait de Joseph Bologne de Saint-George, 1788.
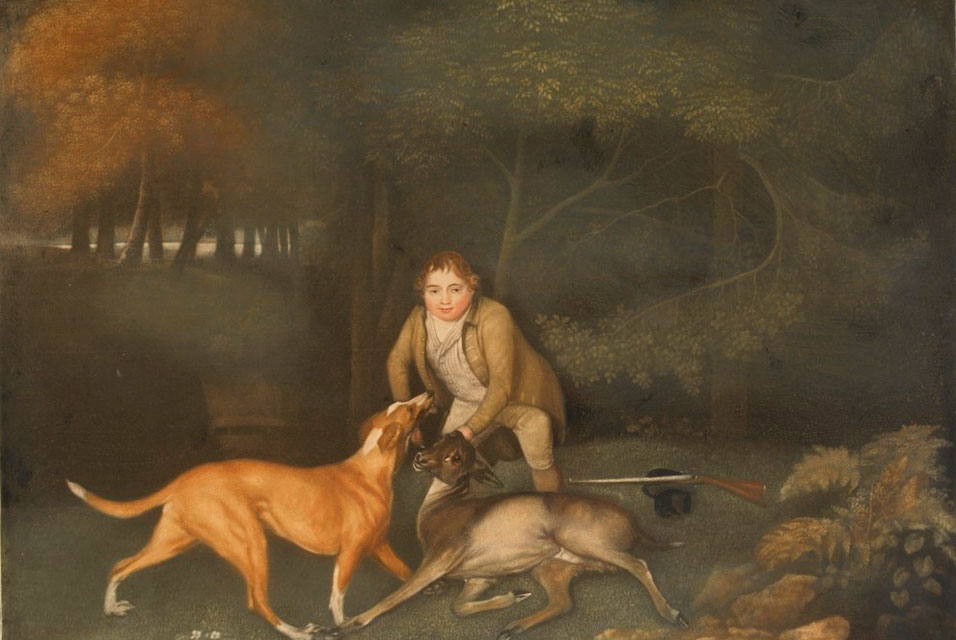
14. George Stubbs, Mort d'une biche, 1804, premier état.

## Quelques graveurs en manière noire
- Ludwig von Siegen (1609-1680), inventeur.
- Rupert du Rhin (1619-1682), inventeur.
- Wallerant Vaillant (1623-1677), peintre et graveur néerlandais.
- John Smith (1652-1742), graveur et marchand d'estampes britannique.
- Jacob Christoph Le Blon (1667-1741), peintre, graveur allemand, inventeur du procédé de trichromie.
- Elisha Kirkall (vers 1682-1742), graveur, imprimeur et marchand d'estampes britannique.
- Jacques Gautier d'Agoty (1716-1785), graveur français.
- John Raphael Smith (1752-1812), peintre et graveur anglais.
- William Ward (1766-1826), graveur anglais.
- Mario Avati (1921-2009), graveur français d'origine monégasque.
- Laurent Schkolnyk (né en 1953), graveur français.
- Yōzō Hamaguchi (1909-2000), graveur japonais ayant vécu à Paris.